# Reins kloster
För klostret i Österrike med samma namn, se Klostret Rein.

Reins kloster, ursprungligen Rein kungsgård, en norsk stormansgård öster om Trondheimsfjorden, i Indre Fosens kommun, Trøndelag fylke, aktivt från 1226 fram till reformationen 1532. 

## Historia
Rein skänktes av kung Olav Kyrre omkring 1070 till Skule Tostesson Kongsfostre, som blev stamfar til kung Inge Bårdsson (död 1217) och dennes yngre halvbror, tronpretendenten hertig Skule Bårdsson (död 1240). 
Klostret grundades på egendomen Rein på 1220-talet. År 1226 blev hertig Skule Bårdsson allvarligt sjuk, och lär ha tillfrisknat efter att han avgett ett hemligt löfte.  Efter detta gav han i alla fall bort sitt farsarv Rein, byggde en kyrka och grundade Reins kloster, ett kvinnokloster inom augustinerstiftelsen på en dominerande höjd i det flata Rissalandskapet, med vid utsikt mot den yttre delen av Trondheimsfjorden. Skules syster Sigrid Bårdsdotter blev den första abbedissan på Reins kloster, och Skules dotter, drottning Margareta, gift med kung Håkon Håkonsson, tillbringade sina sista år där, och avled där 1270. 
Klostret nämns sällan under sin verksamhetstid.  Det är obekräftat vilken ordenstillhörighet klostret hade, men man antar att det har varit en augustinerstiftelse för adliga kvinnor. Augustiner, är en samlingsbeteckning för olika ordnar som följer Augustinus regel, bland dem dominikanerna.  Det lär har brunnit ned 1317, men byggdes upp igen. 
Klostret sekulariserades 1531-1532 och gavs som världsligt län till godsägaren Inger til Austrått, i utbyte mot att hon försörjde de återstående nunnorna fram till deras död. 

## Trivia
I Sigrid Undsets romantrilogi Kristin Lavransdatter tillbringar huvudpersonen sina sista levnadsår i Reins kloster.

## Informationstavla om Rissaraset
Informationstavla om Rissaraset står vid Reins kloster. Vägvisare till rasområdet står vid Rein kirke.